# 洧川城隍庙
禹州城隍庙位于中华人民共和国河南省开封市尉氏县洧川镇，始建于明初，明洪武二年（1369年）扩建，后多次维修。现存大殿、山门、东西厢房。2006年6月8日公布为第四批河南省文物保护单位。